# Babycenter
Babycenter är en webbplats med information om befruktning, graviditet, födelse och tidig barndom för föräldrar eller snart blivande föräldrar. Sidan grundades i oktober 1996 och publicerades den 11 augusti 1998. Grundare var Matt Glickman och Mark Selcow.

## Historia
Efter att grunderna för webbplatsen lagts inleddes finansieringsrunda. I den första omgången, som tog fyra månader, investerade riskfonden Broderbund Softwares 800 000 dollar. Ytterligare 2,5 miljoner dollar investerade i den andra finansieringsrundan i  september 1997 och sedan ytterligare 10 miljoner dollar i oktober 1998. Huvudkontoret förlades till San Francisco och hade 25 anställda. Målet var "att bygga den mest kompletta resurs på internet för nyblivna och blivande föräldrar – en resurs som skulle förbättra föräldrarnas självförtroende och göra deras liv enklare”. Fram till oktober 1998, då webbutiken lanserades, var fokus enbart på content och community. Då hade Babycenter 55 anställda, 10 miljoner sidvisningar per månad och hade vunnit sin första Webby Award. Efter lanseringen av webbutiken ökade antalet sidvisningar till 15 miljoner sidvisningar, 560 000 unika användare och 180 000 registrerade användare i april 1999.

### Fotnoter
1. 1 2  ”Info om babycenter.com”. Arkiverad från originalet den 4 mars 2012. https://web.archive.org/web/20120304144227/http://www.alexa.com/siteinfo/babycenter.com. Läst 26 maj 2011.
2. ↑  ”Babycenter”. GRADUATE SCHOOL OF BUSINESS
STANFORD UNIVERSITY. Februari 2000. https://www.gsb.stanford.edu/gsb-box/route-download/350751. Läst 15 november 2022.
3. 1 2  ”BabyCenter” (på engelska). Stanford Graduate School of Business. https://www.gsb.stanford.edu/faculty-research/case-studies/babycenter. Läst 15 november 2022.